# Eiderstedt

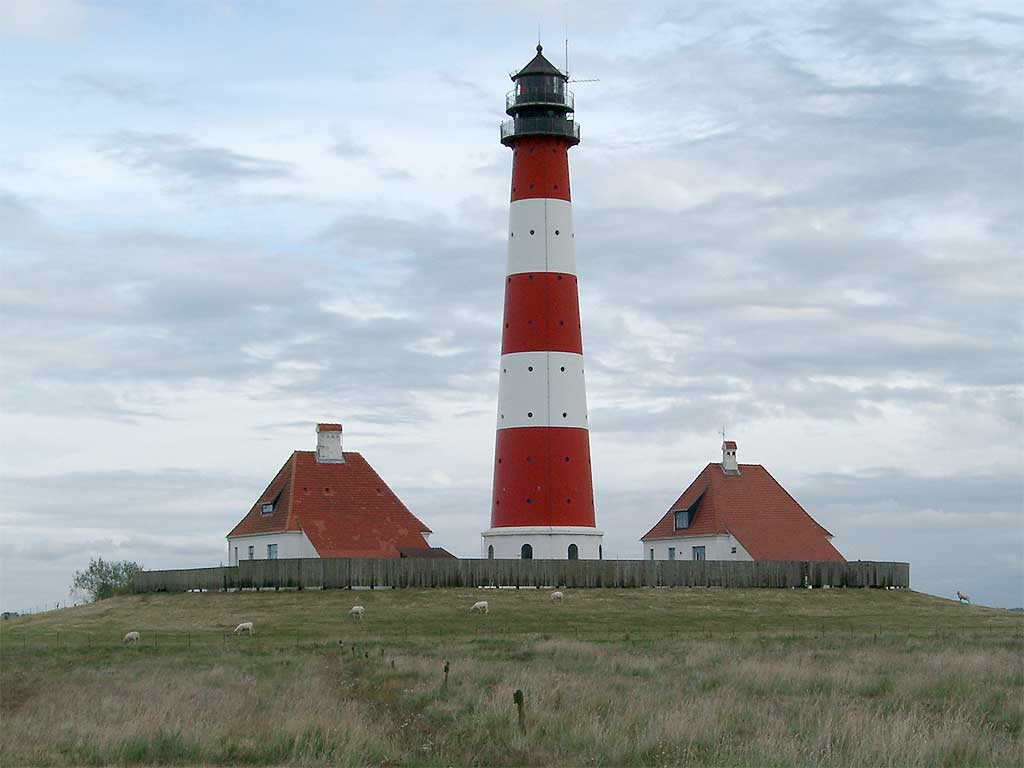
Westerhever

Eiderstedt (Ejdersted på danska, Ääderstää på frisiska) är en halvö vid Nordsjön i distriktet Nordfriesland i Schleswig, Tyskland. Halvön är ungefär 30 km lång, 15 km bred och har bildats i utdikningar av öarna Eiderstedt, Utholm och Evershop. Eftersom öarna blev administrativa distrikt för sina städer (Eiderstedt- Tönning, Utholm- Tating, Evershop- Garding) så kallas trakten Dreiland-Treland.

## Historia
Eiderstedt var konstant hotat av havets krafter och därför formade området tidigt en egen administration p.g.a. att utdikning endast var möjlig genom ett omfattande samarbete. Området var ursprungligen bebott av friserna men på 1300- talet tillföll Eiderstedt Hertigdömet Slesvig, som var ett danskt län, på obestämd tid. När Danmark på 1860-talet ville införliva hertigdömet Slesvig med kungariket Danmark så ingrep Preussen och Österrike militärt och tvingade kungariket att avsäga sig både Holstein och Slesvig. Slesvig tillföll Preussen som senare skulle komma att bilda förbundsstaten Tyskland. År 1970 slogs Eiderstedt, Husum och Südtondern ihop för att bilda distriktet Nordfriesland.

## Kommuner i Eiderstedt
Eiderstedt består av följande kommuner:
- Kirchspiel Garding
- Westerhever
- Poppenbüll
- Osterhever
- Tetenbüll
- Tümlauer Koog
- Tating
- Katharinenheerd
- Welt
- Vollerwiek
- Grothusenkoog
- Oldenswort
- Nordfriedrichskoog